# Music from "The Elder"
(Parere di Gene Simmons sull'album)
Music from "The Elder" è il nono album registrato in studio del gruppo hard rock statunitense dei Kiss, pubblicato per la prima volta il 10 novembre del 1981 per l'etichetta discografica Casablanca Records.

## Il disco
L'album è stato registrato dai Kiss durante un periodo di transizione della loro carriera: avevano difatti da poco subito l'abbandono da parte del batterista Peter Criss (sostituito da Eric Carr), e avevano assistito a un ridimensionamento drastico delle vendite discografiche dopo la pubblicazione dell'album Unmasked, che seguiva uno stile musicale più vicino alla musica pop. Nonostante il gruppo avesse assicurato ai fan un ritorno alla musica hard rock con la quale riscosse il successo, fu assunto come produttore discografico Bob Ezrin (che aveva già lavorato per l'album Destroyer nel 1976) nonché alcuni membri dell'orchestra sinfonica statunitense per l'album che avrebbero registrato. I Kiss erano infatti convinti che un cambio di genere drastico avrebbe potuto far tornare il gruppo al successo. Tuttavia a questa decisione non fu concorde Ace Frehley, che registrò le sue parti strumentali e vocali lontano dal gruppo.
L'album fu registrato nel 1981 tra marzo e settembre, e fu pubblicato il 10 novembre. Nelle previsioni l'album avrebbe dovuto essere la colonna sonora di un film che però non fu mai girato. Già al momento della pubblicazione l'album si rivelò un flop commerciale per il fatto che risultò, stilisticamente parlando, molto lontano dal genere musicale classico dei Kiss. Questo insuccesso peggiorò la situazione commerciale già precaria del gruppo, che prese per la prima volta nella sua storia la decisione di non organizzare nessun tour preferendo l'apparizione in filmati promozionali. Tuttavia il disco ebbe un discreto successo in Italia, infatti il brano I fu diffuso (tramite un collegamento internazionale dallo Studio 54) al Festival di Sanremo nel gennaio dell'anno successivo.

### Trama
Music from "The Elder" è un concept album che narra dell'assunzione e dell'addestramento di un giovane eroe da parte del Consiglio degli Anziani che fanno parte dell'Ordine della Rosa, un gruppo impegnato nella lotta contro i demoni. Il protagonista è guidato da una persona chiamata Morpheus. L'album descrive le sensazioni che il giovane eroe prova durante lo svolgimento della vicenda. L'unica sequenza parlata dell'album è alla fine dell'ultima traccia, in cui Morpheus proclama al Consiglio degli Anziani che l'eroe ha ultimato l'addestramento.

## Cover
Le canzoni di questo album sono probabilmente quelle, nell'intera discografia dei Kiss, meno reinterpretate in assoluto. Le uniche al momento conosciute sono: 
- A World Without Heroes, l'unico singolo americano tratto dall'album, è stato riproposto da Cher nel suo album Love Hurts.
- Fanfare, l'unico brano dei Kiss eseguito da un'orchestra sinfonica, è stato interpretato in chiave hard & heavy dalla band italiana Anno Mundi. Il brano fu pubblicato per la prima volta nel CD Kissed By Kiss (comprendente 22 cover di brani dei Kiss suonate da band italiane), allegato al libro omonimo (Celtic Moon Edizioni, 2014), poi incluso nell'LP della band intitolato Rock In A Danger Zone (2018).
- Only You, interpretata da Doro Pesch nel suo album Doro del 1990 prodotto da Gene Simmons.

## Tracce

### Versione rimasterizzata in edizione mondiale
1. Fanfare – 1:21 (musica: Bob Ezrin, Paul Stanley) – Strumentale
2. Just a Boy – 2:25 (musica: Stanley, Ezrin) – Voce solista: Paul Stanley
3. Odyssey – 5:36 (musica: Tony Powers) – Voce solista: Paul Stanley
4. Only You – 4:17 (musica: Gene Simmons) – Voce solista: Gene Simmons
5. Under the Rose – 4:51 (musica: Eric Carr, Simmons) – Voce solista: Gene Simmons
6. Dark Light – 4:18 (musica: Ace Frehley, Anton Fig, Lou Reed, Simmons) – Voce solista: Ace Frehley
7. A World Without Heroes – 2:40 (musica: Stanley, Ezrin, Reed, Simmons) – Voce solista: Gene Simmons
8. The Oath – 4:31 (musica: Stanley, Ezrin, Powers) – Voce solista: Paul Stanley
9. Mr. Blackwell – 4:52 (musica: Simmons, Reed) – Voce solista: Gene Simmons
10. Escape from the Island – 2:52 (musica: Frehley, Ezrin, Carr) – Strumentale
11. I – 5:03 (musica: Simmons, Ezrin) – Voci soliste: Paul Stanley e Gene Simmons

### Versione europea/statunitense
1. The Oath
2. Fanfare
3. Just a Boy
4. Dark Light
5. Only You
6. Under the Rose
7. A World Without Heroes
8. Mr. Blackwell
9. Escape from the Island
10. Odyssey
11. I

### Versione giapponese
1. Fanfare
2. Just a Boy
3. Odyssey
4. Only You
5. Under the Rose
6. Dark Light
7. The Oath
8. A World Without Heroes
9. Mr. Blackwell
10. I

## Formazione

### Gruppo
- Gene Simmons - basso, chitarra ritmica, voce principale o secondaria
- Paul Stanley - chitarra ritmica, voce principale o secondaria
- Ace Frehley - chitarra solista, voce principale o secondaria
- Eric Carr - batteria, voce secondaria

### Collaboratori
- Lou Reed[senza fonte]
- Bob Ezrin - produttore, basso nei brani "Mr. Blackwell","Escape from the Island"[8] e "Dark Light"[8].
- Tony Powers - tastiere[8]
- Allan Schwartzberg - batteria nei brani "Odyssey" e "I".[7][8]
- Orchestra sinfonica in "Fanfare"